# 八反田角一郎
八反田 角一郎（はったんだ かくいちろう、1901年11月6日 - 1979年12月28日）は日本の新聞・放送経営者。讀賣テレビ放送代表取締役、日本テレビ・読売新聞社取締役、読売新聞大阪本社取締役最高顧問を歴任。大阪府吹田市に在住していた。

## 経歴
北海道虻田郡倶知安町出身。父・角太郎（1866年（慶應2年）生まれ）は石川県能美郡長野村（現・能美市）の大農家に生まれ、手取川水害の影響により、1896年（明治29年）に倶知安町へ加賀団体の総代として入植した。倶知安では農業と雑貨商で成功を収め、村会議員を8期務めた。角一郎は後に、加賀団体入墾開拓者崇徳碑建立の発起人代表となった。
北海中学校を卒業し、1933年に読売新聞に入社。業務局長、出版局長を経て1951年に同社の取締役に就任。1953年読売新聞大阪本社に専務取締役営業局長として赴任し、務臺光雄とともに読売の関西進出の中心人物となる。1970年に読売新聞大阪本社代表取締役社長に就任。1972年5月、よみうりテレビ4代目代表取締役社長に就任。
1974年9月6日に亡くなった岡野敏成前社長の葬儀、告別式には葬儀委員長を務めた。 
1979年12月28日午前8時、出張先の東京都千代田区丸の内のパレスホテルで心筋梗塞を起こし死亡（享年78歳）。　

## 受賞歴
- 1975年 - 勲一等瑞宝章